# Plagodis subprivata
Plagodis subprivata är en fjärilsart som beskrevs av Walker 1862. Plagodis subprivata ingår i släktet Plagodis och familjen mätare. Inga underarter finns listade i Catalogue of Life.